# Нормани

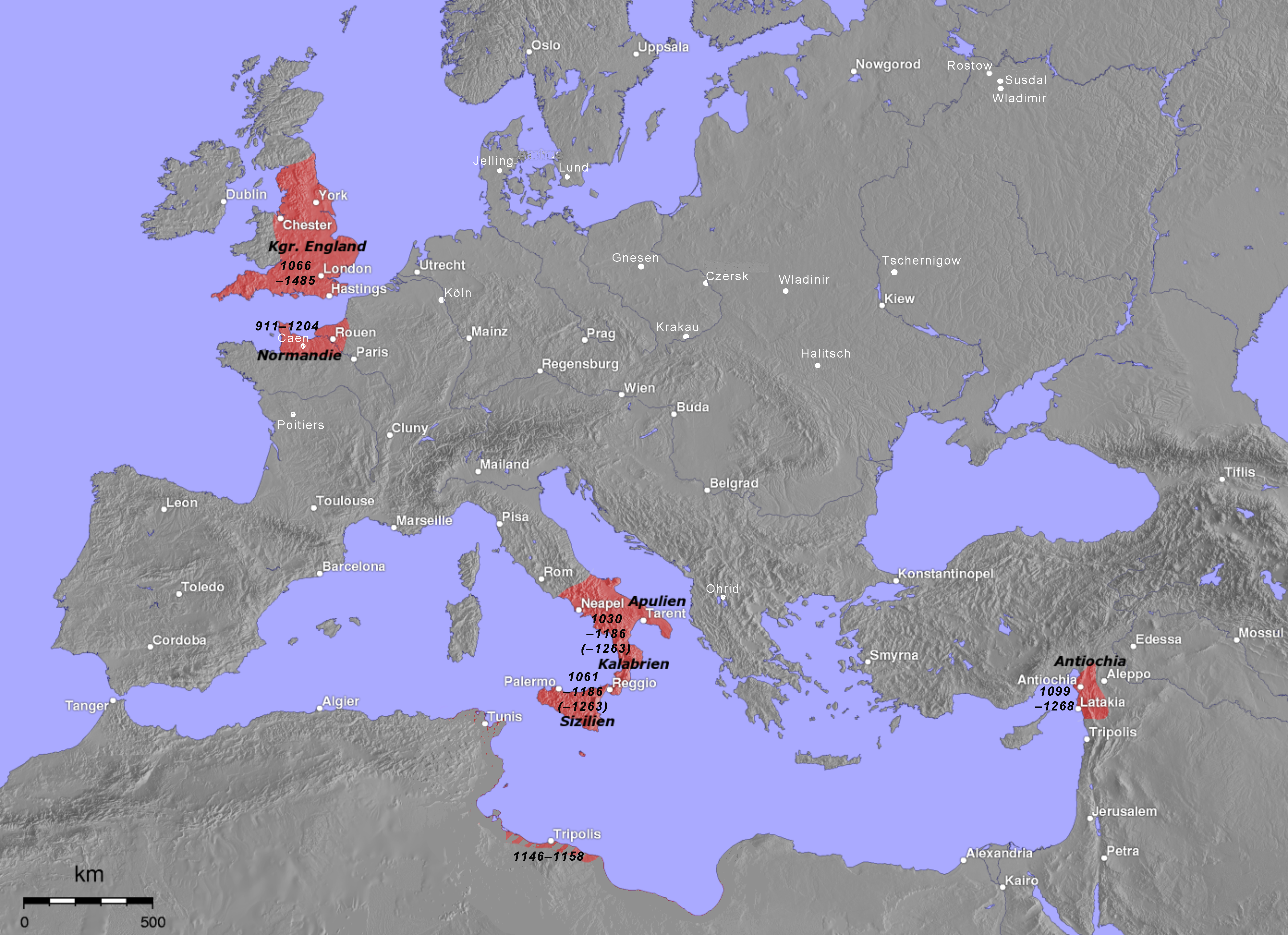
Норманські завоювання в 12 ст.

Норма́ни — означає «люди з півночі», або «люди північного вітру» — германомовні жителі Скандинавії (Норвегії, Швеції, Данії), які спочатку були відомі своїми розбійними набігами на землі Західної і Південної Європи з VIII по XI століття, а згодом заснуванням цілої низки держав — у Британії, Нормандії (територія сучасної Франції), у Східній Європі (Києво-Новгородське князівство, Гардарики), на Сицилії (Південній Італії) і деякий короткий час у Палестині (див.: Єрусалимське королівство, Перший хрестовий похід). Первинні причини, або мотиви їх експансії, досі не з'ясовані. У Західній Європі їх також називали «вікінги», у Східній Європі — «русь», «варяги».

## Загальна характеристика
«Нормани» — термін, що використовувався з VIII по XI століття франками — жителями християнського півдня Європи, стосовно язичників півночі Європи. Термін «нормани» не має етнічної основи, а буквально означає «люди з півночі». До вікінгів Скандинавії, до данів в Англії, до слов'ян на Русі термін «нормани» франками застосовувався тільки як узагальнюючий (люди з півночі), що спустошували з VIII по XI століття морськими розбійницькими набігами християнські міста півдня Європи. Ліутпранд Кремонський, посол італійського короля Беренгара у Візантії в 949 році, описуючи розгром флоту Ігоря Рюриковича в 941 році, відзначає, що: «…У північних краях є народ, який греки по його зовнішньому вигляду називають Ρουσιος, ми ж по їхньому місці проживання кличемо норманами».
Закінченням західно-європейської епохи норманських завоювань є дата: 25 вересня 1066 року в битві при Стемфорд-Брідж, близько міста Йорк, у бою з військами короля Англії Гарольда Годвінсона був смертельно поранений стрілою в горло король Норвегії Гаральд III Суворий — зять Ярослава Мудрого, великого князя Київського. Після 25 вересня 1066 року західно-європейські хроніки більше не відзначають фактів вторгнень язичників під іменем «нормани» на територію півдня й заходу Європи. Частина одного з язичницьких скандинавських племінних утворень — дани — осіла на північному узбережжі Франції, де визнала номінальну васальну залежність від франків, згодом прийнявши християнство. Ця провінція стала іменуватися Нормандія. При прямій підтримці Папи Римського Олександра II уже через три дні після Битви при Стемфорд-Брідж на територію Англії висадилася армія нормандського герцога Вільгельма. У Битві при Гастінгсі 14 жовтня 1066 року король Гарольд був убитий, а Вільгельм I Завойовник став наступним англійським королем, відкривши нову еру в історії Англії.

## Експансія норманів
Нормани — учасники морських походів на територію франків наприкінці VIII — всередині XI століття. Історики описують норманів як людей жадібних, войовничих, витривалих, красномовних, схильних до змішування із чужорідним населенням.
Перший період експансії норманів (кінці VIII—IX ст.) характеризувався розрізненими експедиціями проти Франкської держави, нападами на береги Англії, Шотландії, Ірландії та їхніми переселеннями на Оркнейські, Фарерські, Гебридські й Шетлендські острови, трохи пізніше — в Ісландію. З кінця IX століття на Францію й Англію нападали вже більші загони норманів, що перейшли від грабежу й збору данини до заселення завойованих територій. У Північній Франції вони заснували Нормандське герцогство (911 рік), підкорили північно-східну Англію. На початку XΙ століття протягом певного часу вся Англія була підлегла данським королям. Походи норманів припинилися близько середини ΧΙ століття. Нащадки норманів — нормандці, вихідці з Нормандії — підкорили в 2-й половині ΧΙ століття Англію (Нормандське завоювання Англії 1066), а також Південну Італію і Сицилію (Нормандське завоювання Південної Італії), заснувавши тут Сицилійське королівство  (1130). Перебуваючи у васальній залежності від Англії, нормандці та англо-нормандці захопили частину Ірландії (1169) й оселялися там.